# Eric Lu
Eric Lu (ur. 15 grudnia 1997) – amerykański pianista, laureat IV nagrody XVII Międzynarodowego Konkursu Pianistycznego im. Fryderyka Chopina w Warszawie.

## Życiorys

### Edukacja muzyczna
Naukę gry na fortepianie rozpoczął w wieku sześciu lat u Dorothy Shi, następnie kształcił się w Szkole Muzycznej w Nowej Anglii w klasie Aleksandra Korsantia i Ramona Rivery. Od 2013 r. studiuje w Curtis Institute of Music w Filadelfii u Jonathana Bissa i Roberta McDonalda, gdzie został przyjęty jako 15-latek. Jest również uczniem Đặng Thái Sơn'a. Deklaruje się jako miłośnik gry Grigorija Sokołowa.

### Sukcesy pianistyczne
Jest laureatem nagród w konkursach pianistycznych takich jak: 
- I nagroda w XII Międzynarodowym Konkursie w Ettlingen (2010),
- specjalna nagroda publiczności Junior Academy Eppan we Włoszech (2011),
- I nagroda oraz Specjalna Nagroda Schubertowska w Międzynarodowym Młodzieżowym Konkursie e-Piano w Minnesocie (2013),
- I nagroda w IX Międzynarodowym Konkursie Chopinowskim dla młodych pianistów w Moskwie (2014),
- I nagroda w IX Amerykańskim Konkursie Pianistycznym im. Fryderyka Chopina w Miami (2015)[2],
- I nagroda w XIX Międzynarodowym Konkursie Pianistycznym w Leeds (2018)[3]

### XVII Międzynarodowy Konkurs im. Fryderyka Chopina w Warszawie
Zakwalifikowany został do udziału w XVII Międzynarodowym Konkursie Pianistycznym im. Fryderyka Chopina w Warszawie  z pominięciem eliminacji wstępnych jako zdobywca I nagrody Amerykańskiego Konkursu Pianistycznego im. Fryderyka Chopina w Miami w 2015. Reprezentował Stany Zjednoczone w grupie złożonej z 4 pianistów i występował z numerem 35. Jako jeden z nielicznych pianistów w III etapie w swoim recitalu umieścił Preludia op. 28. W finale 19 października 2015 zagrał Koncert fortepianowy e-moll op.11 wraz z Orkiestrą Symfoniczną Filharmonii Narodowej. 
21 października 2015 zdobył IV nagrodę tego Konkursu.

### Koncerty
Artysta występuje w Stanach Zjednoczonych, Niemczech, Polsce, we Włoszech oraz w Chinach. Współpracuje z orkiestrami: z Minnesoty, Państwową Młodzieżową Orkiestrą Armenii, Orkiestrą Symfoniczną w Wellesley, Longwood oraz Civic Symphony z Bostonu.
28 sierpnia 2016 wystąpił na festiwalu Chopin i jego Europa, wykonując dzieła Mozarta, Schuberta i Chopina.